# Reader's Digest Výběr
Reader`s Digest VÝBĚR s.r.o. je česká pobočka amerického nakladatelství a vydavatelství The Reader's Digest Association, která v Česku působí od roku 1993. Její sídlo je v Praze. Od roku 2007 do roku 2009 byla mateřská společnost vlastněna americkým investičním fondem Ripplewood Holdings, který má ve svém portfoliu například také společnost Time Life. V srpnu 2009 požádala společnost o ochranu před věřiteli podle článku 11 amerického Zákona o bankrotu. Bankrotový režim opustila 19. února 2010 a v současné době je vlastněna věřitelskými bankami.
Způsob, jakým takto společnost své produkty distribuuje, využívající převážně zásilkový prodej a praktiky direct marketingu, bývá často označován za kontroverzní.
Cílovou skupinou vydavatelství jsou především celé rodiny a lidé nad 50 let.

## Aktivity
Společnost se soustředí na vydávání různých typů publikací z mnoha oborů. Zejména se jedná o:
- Populárně zpracované specializované příručky (např. pro zahrádkáře, kuchařky a knihy o zdraví).
- Encyklopedie a atlasy věnované přírodě, historii a cestování.
- Beletrii v podobě zkrácených verzí románů vycházejících v edici Nejlepší světové čtení.
- Knižní zpracování úspěšných televizních pořadů (např. Na plovárně, Ranč U Zelené sedmy, Hraběnky).

Mezi další aktivity společnosti patří také vydávání různých periodik (např. časopis Reader's Digest Výběr, Receptář, Receptář pro zdraví), hudebních nosičů s hudebními kompilacemi a vážnou hudbou a také videokazet.

## Edice Nejlepší světové čtení
Tato edice knih obsahující zkrácené verze světově úspěšných románů přenáší do českého prostředí model v USA původně známý pod názvem Reader's Digest Condensed Books, nyní nazývaný Reader's Digest Select Edition. Edice tohoto typu však bývají často kritizovány z několika důvodů:
1. Díla vyšší kulturní úrovně při zkracování podléhají zjednodušení. Jde o proces, kterému polská socioložka Antonina Kłoskowska říká „zjednodušující homogenizace“,[1] jenž umožňuje náročnější dílo přizpůsobit širšímu publiku. Tato námitka nejčastěji zaznívá z pozic kritiků masové kultury.
2. Domnělé vnucování amerických vzorů a hodnot v cizím prostředí. Jde o kritiku z pozic směru tzv. kulturního imperialismu.

Každý z těchto bodů přitom bývá interpretován různě. Kromě kritických ohlasů existují rovněž protichůdné názory. Sama Kłoskowska upozorňuje, že zpřístupnění klasických děl širšímu publiku ve zjednodušené formě může být pozitivní, neboť čtenáře seznamuje s texty, které by si v plné verzi nikdy nepřečetli (tzv. proces demokratizace).
Teze o vnucování amerických či obecně kulturních vzorů má také četná omezení. Například teoretik médií Dennis McQuail upozorňuje, že americké kulturní prvky jsou v lokálních podmínkách vždy poněkud jinak interpretovány (odlišně od kultury původu), čímž se vliv cizí kultury oslabuje.

## Časopis Reader's Digest Výběr
Na podobném principu jako edice Nejlepší světové čtení funguje i česká verze mezinárodně známého časopisu Reader's Digest (v Česku vydávaný jako Reader's Digest Výběr). V tomto případě se však jedná o výběr nejen z celosvětově úspěšných knih, ale i článků z časopisů.

## Způsob distribuce
Rozporuplně bývá vnímán také způsob, jakým Reader's Digest svou produkci distribuuje. Většinu svých knih totiž neprodává v běžné maloobchodní síti, ale formou zásilek na vytipované adresy. Podobně jako jiné direct marketingové společnosti se tak setkává s kritikou:
- Nejasnosti původu adres a informací o zákaznících – adresné a personalizované zásilky vyvolávají otázku, kde vydavatel adresy a informace o zákaznících získal.
- Obvinění z klamavé a obtěžující reklamy – prodej svých knih a časopisů podporuje Reader's Digest možností vstupu do různých soutěží, přičemž reklamní letáky mohou vzbuzovat dojem, že adresát již výhru získal.

Sama společnost Reader's Digest Výběr však k jednotlivým bodům kritiky uvádí, že:
- Adresy a informace o zákaznících skupuje od firem, které je shromažďují pro potřeby marketingu. Vyřazení z databáze přitom provede vždy okamžitě na požádání zákazníka, neboť je to přímo její zákonná povinnost.
- Při pozorném čtení reklamních letáků je zřejmé, že výhra je v dané fázi pouze potenciální a že odesláním letáku zpět ji zákazník nezískává okamžitě, ale je pouze zařazen do slosování. Pro zařazení do losování není rovněž nutné si u Reader's Digest objednat zboží a odpovědi s objednávkou i bez ní jsou považovány za rovnocenné a jsou v obou případech zařazeny do slosování.